# Maratona aquática no Campeonato Europeu de Esportes Aquáticos de 2021 - 5 km feminino
Os 5 km da maratona aquática feminina da maratona aquática no Campeonato Europeu de Esportes Aquáticos de 2021 ocorreu no dia 12 de maio no Lago Lupa, em Budakalász na Hungria.

## Calendário
| Fase  | Data       | Hora  |
| ----- | ---------- | ----- |
| Final | 12 de maio | 11:00 |

Todos os horários estão no horário local (UTC+1)

## Medalhistas
| Ouro                        | Prata                       | Bronze                 |
| Sharon van Rouwendaal (NED) | Giulia Gabbrielleschi (ITA) | Océane Cassignol (FRA) |

## Resultados
Esses foram os resultados da competição.
| Pos.              | Nadadora              | Nacionalidade | Tempo     |
| ----------------- | --------------------- | ------------- | --------- |
| Medalha de ouro   | Sharon van Rouwendaal | Países Baixos | 58:45.2   |
| Medalha de prata  | Giulia Gabbrielleschi | Itália        | 58:49.3   |
| Medalha de bronze | Océane Cassignol      | França        | 58:51.4   |
| 4                 | Lara Grangeon         | França        | 58:56.4   |
| 5                 | Leonie Beck           | Alemanha      | 58:57.2   |
| 6                 | Ginevra Taddeucci     | Itália        | 58:57.8   |
| 7                 | Jeannette Spiwoks     | Alemanha      | 58:59.4   |
| 8                 | Angélica André        | Portugal      | 59:00.3   |
| 9                 | Barbara Pozzobon      | Itália        | 59:00.4   |
| 10                | Johanna Enkner        | Áustria       | 1:00:44.8 |
| 11                | Alena Benešová        | Chéquia       | 1:00:46.1 |
| 12                | Valeriia Ermakova     | Rússia        | 1:00:46.4 |
| 13                | Ekaterina Sorokina    | Rússia        | 1:00:47.3 |
| 14                | Mira Szimcsák         | Hungria       | 1:00:47.9 |
| 15                | Luca Vas              | Hungria       | 1:00:48.0 |
| 16                | Lenka Štěrbová        | Chéquia       | 1:00:51.5 |
| 17                | Sofia Kolesnikova     | Rússia        | 1:00:51.8 |
| 18                | Julie Pleskotová      | Chéquia       | 1:02:05.9 |
| 19                | Nefeli Giannopoulou   | Grécia        | 1:02:13.1 |
| 20                | Lærke Toft Ruby       | Dinamarca     | 1:06:59.3 |